# Vistlip
Vistlip es un grupo de rock japonés perteneciente al estilo visual kei. Surgieron el 7 de julio de 2007 en Tokio y actualmente tienen contrato con las discográficas Delfi Sound y Marvelous Entertainment.

## Miembros
- Tomo (智): voz
- Yuh: guitarra
- Umi (海): guitarra
- Rui (瑠伊): bajo
- Tohya: batería

## Discografía

### Álbumes
1. THEATER (2009.12.09)
2. ORDER MADE (2011.12.14)
3. CHRONUS (2013.7.17)
4. SINGLE COLLECTION (2013.12.04)
5. LAYOUT (2015.3.18)
6. BitterSweet (2017.3.29)
7. STYLE (2018.11.28)
8. M.E.T.A. (2022.3.30)
9. THESEUS (2025.1.8)

### Miniálbumes
1. Revolver (2008.04.23)
2. PATRIOT (2009.04.03)
3. GLOSTER (2013.01.01)
4. SENSE (2016.03.30)

### Sencillos
1. Sara (2008.09.03)
2. alo[n]e (2008.10.08)
3. drop note. (2008.11.05)
4. -OZONE- (2009.08.05)
5. STRAWBERRY BUTTERFLY (2010.05.12)
6. Hameln (2010.07.07)
7. SINDRA (2011.06.01)
8. Recipe (2012.04.11)
9. B (2012.07.04)
10. Shinkaigyo no yume wa shosen/Artist (2012.10.31)
11. CHIMERA (2013.04.03)
12. Period (2014.04.09)
13. Jack (2014.08.20)
14. Yoru (2014.12.24)
15. OVERTURE (2015.08.05)
16. COLD CASE (2015.11.11)
17. CONTRAST (2016.02.17)
18. Snowman (2016.11.30)
19. It (2017.11.8)
20. Timer (2017.12.6)
21. BLACK MATRIX (2018.8.29)

### DVD
1. BUG (2009.12.23)
2. GATHER TO the THEATER (2010.06.23)
3. revelation space (2011.10.19)
4. THE END. (2012.11.28)
5. vistlip oneman live FBA (2013.05.29)
6. GOOD vibes CIRCUITⅡ  (2014.12.24)
7. vistlip tour document DVD Left side LAYOUT [idea] (2015.12.23)
8. vistlip Right side LAYOUT [SENSE] (2016.06.08)

### RELEASE
1. Dead Cherry (2008.12.17)
2. I am... (2011.7.7)
3. Merry Bell (2013.12.25)